# Callionymus beniteguri
Callionymus beniteguri is een straalvinnige vissensoort uit de familie van pitvissen (Callionymidae). De wetenschappelijke naam van de soort is voor het eerst geldig gepubliceerd in 1900 door Jordan & Snyder.